# Orthocladius schnelli
Orthocladius schnelli är en tvåvingeart som beskrevs av Sæther 2003. Orthocladius schnelli ingår i släktet Orthocladius, och familjen fjädermyggor. Arten har ej påträffats i Sverige.